# Amfiteatr w Puli

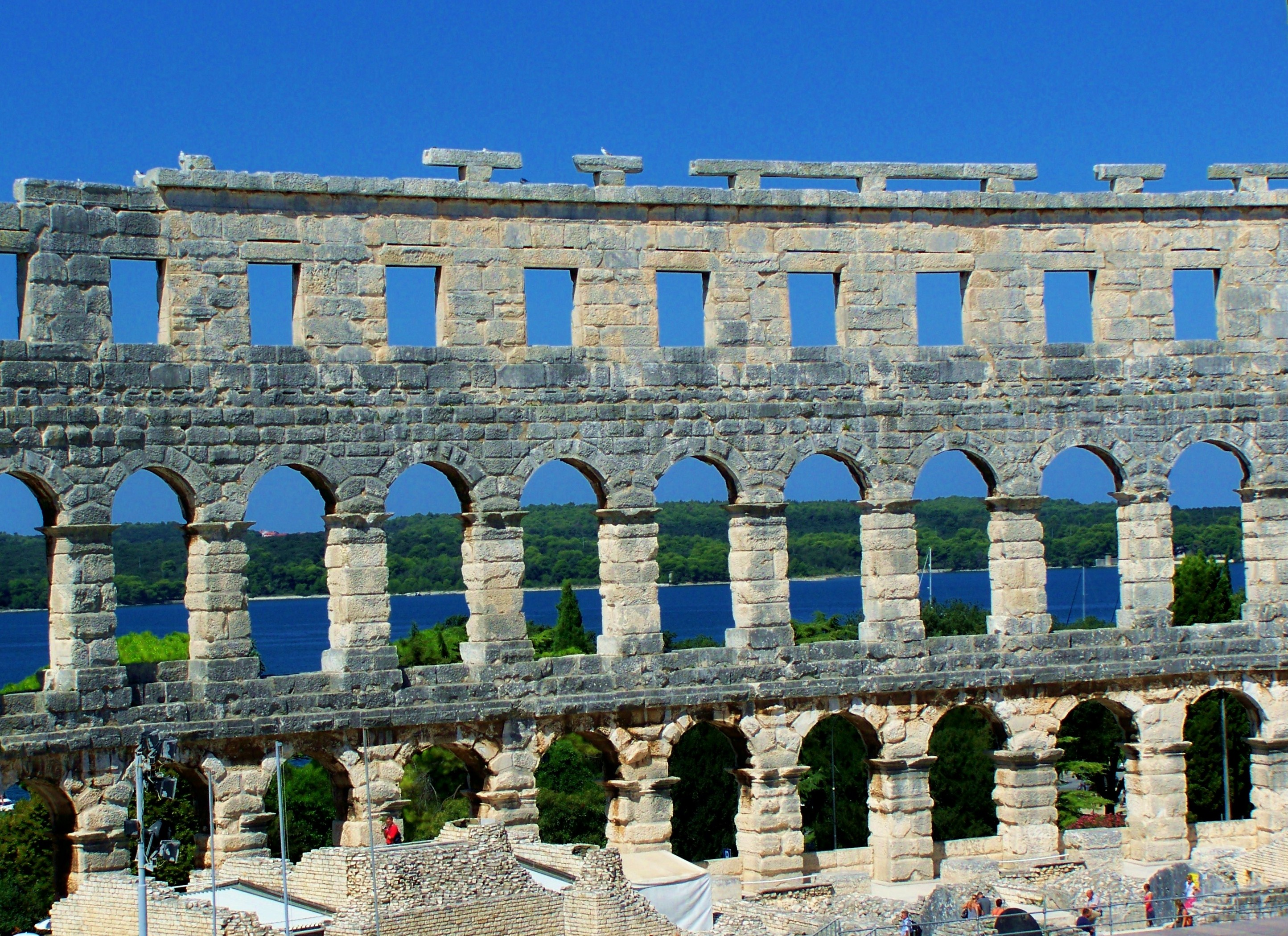
Widok na port przez mury budowli.

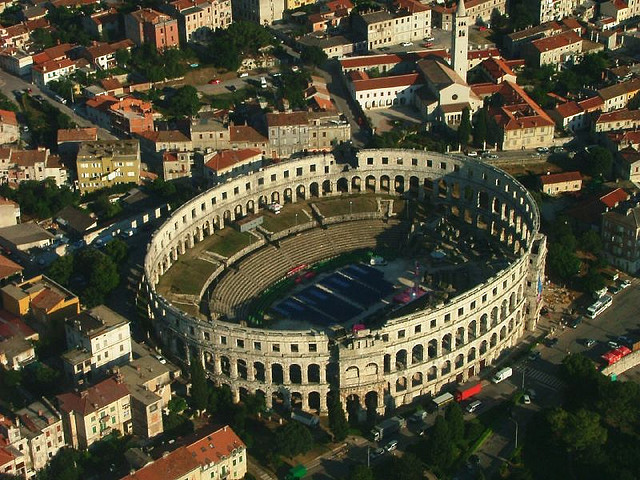
Widok z lotu ptaka.

Amfiteatr w Puli (chorw. Amfiteatar u Puli) – rzymski amfiteatr z 2 p.n.e. znajdujący się w Puli w Chorwacji.

## Konstrukcja
Amfiteatr zbudowany jest z białego wapienia na podstawie elipsy o wymiarach 132 × 105 m. Ze względu na umiejscowienie budowli na ścianie skarpy od strony morza składają się z trzech kondygnacji i osiągają maksymalną wysokość 32,45 m, a od strony lądu z dwóch. Dolna kondygnacja składa się z 32, a środkowa z 72 arkad. W najwyższej kondygnacji znajdują się 64 otwory w kształcie prostokątów. Wejście do amfiteatru umożliwia 15 bram.
Amfiteatr mógł pomieścić 23 tys. widzów, co czyni go szóstym co do wielkości obiektem tego typu na świecie. Jest również jednym z najlepiej zachowanych obok Koloseum w Rzymie i Al-Dżamm w Tunezji.

## Historia
Jego budowa zapoczątkowana została w 2 p.n.e. za panowania Oktawiana Augusta i trwała do 14 n.e. Cesarz Wespazjan, pomysłodawca rzymskiego Koloseum, kazał powiększyć amfiteatr w 79, nadając mu wymiary jakie znamy obecnie. Jak głosi legenda, chciał w ten sposób spełnić życzenie swojej kochanki o imieniu Cenida. Ostatecznie ukończono go w trakcie rządów Tytusa Flawiusza w 81.
W czasach starożytnych amfiteatr był areną walk gladiatorów, a nawet przedstawiano w nim naumachie. Począwszy od średniowiecza, amfiteatr był źródłem kamienia dla lokalnej ludności. Dalszego rozbierania obiektu zakazał w XIII wieku patriarcha Akwilei. W tym okresie organizowano tam targi i turnieje rycerskie. Weneccy dożowie planowali w 1583 rozebrać go w celu pozyskania budulca na swoje pałace lub w całości przenieść go do Wenecji, pomysł jednak ostatecznie nie doczekał realizacji. Po raz ostatni posłużył jako źródło budulca w 1709 roku, kiedy to użyto go do budowy dzwonnicy przy katedrze w Puli.
W XIX w. gubernator Ilirii Auguste de Marmont rozpoczął restaurację obiektu.

## Współczesność
Obecnie amfiteatr posiada 5000 miejsc siedzących. Znany jest z organizowania wielu koncertów. Występowali tam m.in.: Luciano Pavarotti, Andrea Bocelli, José Carreras, Anastacia, Eros Ramazzotti, Norah Jones, Zucchero, Alanis Morissette, Sinéad O’Connor, Elton John, Sting, Seal i Jean Michel Jarre. Został także wykorzystany przy kręceniu filmu Tytus Andronikus z 1999 roku. Od 1954 gości Festiwal Filmowy w Puli. Jest uwieczniony na rewersie chorwackich banknotów o nominale 10 kun.
W amfiteatrze organizowane są także mecze hokeja na lodzie, które rozgrywa chorwacka drużyna KHL Medveščak Zagrzeb.